# Skýcov
Skýcov este o comună slovacă, aflată în districtul Zlaté Moravce din regiunea Nitra. Localitatea se află la altitudinea de 422 m deasupra n.m., se întinde pe o suprafață de 25,23 km2 și în 2017 număra 964 de locuitori.

## Istoric
Localitatea Skýcov este atestată documentar din 1293.

## Demografie
| An:                | 1994 | 2004   | 2014   | 2024   |
| ------------------ | ---- | ------ | ------ | ------ |
| Număr de persoane: | 1072 | 1037   | 981    | 936    |
| Diferență:         |      | −3,26% | −5,40% | −4,58% |

| An:                | 2023 | 2024   |
| ------------------ | ---- | ------ |
| Număr de persoane: | 940  | 936    |
| Diferență:         |      | −0,42% |